# Kenneth Michael Howell

Wappen von Kenneth Howell als Weihbischof in Brisbane

Kenneth Michael Howell (* 20. Februar 1958 in Brisbane) ist ein australischer Geistlicher und römisch-katholischer Bischof von Toowoomba.

## Leben
Kenneth Michael Howell besuchte das St. James College in Fortitude Valley. Anschließend arbeitete er einige Jahre im Büro des Chefingenieurs der Queensland Rail. Ab 1977 studierte er Philosophie und Katholische Theologie am Priesterseminar in Banyo. Der Erzbischof von Brisbane, Francis Roberts Rush, weihte ihn zum Diakon und am 24. Juni 1983 zum Priester für das Erzbistum Brisbane.
Howell war zunächst als Pfarrvikar in Tewantin und in Burleigh Heads sowie an der Kathedrale St. Stephen in Brisbane tätig. 1994 wurde er für weiterführende Studien nach Rom entsandt, wo er 1997 am Päpstlichen Athenaeum Sant’Anselmo ein Lizenziat im Fach Liturgiewissenschaft erwarb. Nach der Rückkehr in seine Heimat wurde Howell persönlicher Sekretär des Erzbischofs von Brisbane, John Alexius Bathersby. Anschließend wirkte er als stellvertretender Administrator der Kathedrale St. Stephen und als Pfarrer einer Pfarrei in Brisbane (2002–2003) sowie als Subregens am Priesterseminar Holy Spirit (2002–2005). Von 2005 bis 2013 war er Pfarradministrator der Kathedrale St. Stephen. Zusätzlich fungierte er von 2006 bis 2013 als Dechant des Dekanats Brisbane-Zentrum und von 2009 bis 2012 als Pfarradministrator der Pfarrei Saint Mary in South Brisbane. Ab 2013 war Howell Pfarrer in Burleigh Heads. Daneben leitete er die diözesane Liturgiekommission und ein Haus für Ruhestandsgeistliche des Erzbistums Brisbane. Außerdem gehörte er dem nationalen Rat für Liturgische Musik an. Überdies war er von 2002 bis 2004 Magistralkaplan des Souveränen Malteserordens in Queensland.
Papst Franziskus ernannte ihn am 28. März 2017 zum Titularbischof von Thamugadi und zum Weihbischof in Brisbane. Der Erzbischof von Brisbane, Mark Coleridge, spendete ihm am 14. Juni desselben Jahres in der Kathedrale St. Stephen in Brisbane die Bischofsweihe; Mitkonsekratoren waren der Bischof von Rockhampton, Michael Fabian McCarthy, und der emeritierte Weihbischof in Brisbane, Brian Finnigan. Sein Wahlspruch Parare vias eius („Bereitet den Weg für Ihn“) stammt aus Lk 1,76 . Als Weihbischof war er ab 2021 zusätzlich Generalvikar des Erzbistums Brisbane.
Am 24. Mai 2023 bestellte ihn Papst Franziskus zum Bischof von Toowoomba. Die Amtseinführung erfolgte am 11. Juli desselben Jahres statt.
In der Australischen Bischofskonferenz gehört Howell zudem der Liturgiekommission an.